# Winds of Plague
Winds of Plague é uma banda estadunidense de deathcore formada em Upland, Califórnia, no ano de 2002. O grupo é conhecido como uma das únicas bandas de deathcore que incorporar elementos sinfônicos em suas músicas.
O nome do grupo é derivado de uma letra  de uma canção da banda Unearth a canção "Endless", "Growing wings of sorrow/have brought you to the winds of plague."

## História
No início da formação da banda, originalmente seu nome era "Bleak December". No entanto, eles mudaram o nome em abril de 2005, para "Winds of Plague". Pouco tempo depois que eles mudaram de nome, eles gravaram seu álbum de estréia, "A Cold Day in Hell" quando eles ainda estava terminando o seu último ano do ensino médio. Foi lançado em 27 de junho de 2005 via Recorse Records. Eles apresentaram o single "Brotherhood", que eles tocaram em vários shows ao vivo. Três anos após o lançamento de "A Cold Day in Hell", eles gravaram seu primeiro e grande álbum renomado "Decimate the Weak", que foi lançado em 5 de fevereiro de 2008 pela Century Media Records. O álbum conta com os singles "Decimate the Weak" e "Angels of Debauchery", e um vídeo da música foi filmado e lançado para a canção "The Impaler". O álbum também conta com quatro faixas de A Cold Day in Hell que foram regravadas para este álbum.

## Membros
Atuais
- Jonathan "Johnny Plague" - vocal (desde 2002-presente)
- Nick Piunno - guitarra (desde 2002-presente)
- Nick Eash - guitarra (desde 2003-presente)
- Andrew Glover - baixo (desde 2006-presente)
- Alana Potocnik - teclados (desde 2009-presente)
- Brandon Galindo - bateria (desde 2012-presente)

Ex-membros
- Joshua Blackburn - guitarra (2002-2003)
- Brandon Pitcher - teclados (2002-2003)
- Corey Belas - bateria (2002-2004)
- Kevin Grant - guitarra (2003-2006)
- Chris Cooke - teclados (2003-2006)
- Jeff Tenney - bateria (2004-2008)
- Matt Feinman - teclados (2006-2008)
- Kristen Randall - teclados (2008-2009)
- Art Cruz - bateria (2008-2012)
- Lisa Marx - teclados

## Discografía
Álbuns de estúdios
- Decimate the Weak (2008)
- The Great Stone War (2009)
- Against the World (2011)
- Resistance (2013)

Demos
- A Cold Day in Hell (2005)